# Joanópolis
Joanópolis este un oraș în São Paulo (SP), Brazilia.